# Vijfsluizerhaven
De Vijfsluizerhaven is een haven in Schiedam aan de Nieuwe Maas. Deze haven ligt boven de Beneluxtunnels. Mammoet heeft aan de oostzijde van de haven het hoofdkantoor heeft in De Bolder.
Buitenhaven · Korte Haven · Lange Haven · Nieuwe Haven · Spuihaven · Voorhaven · Vijfsluizerhaven · Wilhelminahaven · Wiltonhaven